# North American Soccer League 2014
Die North American Soccer League 2014 war die vierte North-American-Soccer-League-Saison. Sie begann am 13. April 2014 mit dem ersten Spieltag der Spring Season und endete am 15. November 2014 mit dem Finalspiel um die Meisterschaft, den sogenannten Soccer Bowl.
Diesen konnte die San Antonio Scorpions für sich entscheiden. Der Minnesota United gewann die Spring Season. Die Mannschaft aus San Antonio die Fall Season. Beste Mannschaft der Regular Season, Spring und Fall Season zusammen, wurde Minnesota United.

## Wettbewerbsformat
Das Format des Wettbewerbs ist im Vergleich zu den ersten drei Spielzeiten verändert. Am 26. Juli 2013 stimmte die NASL mit großer Mehrheit einer Wettbewerbsreform für die Saison 2014 zu. Die 10 Teilnehmer spielen zwei eigenständige Wettbewerbe in einem Jahr. (Spring Season und Fall Season) In der Spring Season spielt jedes Team einmal gegen jedes andere, in der Fall Season zweimal. Die beiden Sieger sowie die besten beiden besten anderen Teams insgesamt qualifizieren sich für die Playoffs.

## Mannschaften
| Mannschaft               | Stadion                               | Kapazität    | Gegründet | Eintritt | Trainer            |
| ------------------------ | ------------------------------------- | ------------ | --------- | -------- | ------------------ |
| Atlanta Silverbacks      | Atlanta Silverbacks Park              | 05.000       | 1998      | 2011     | Eric Wynalda       |
| Carolina RailHawks       | WakeMed Soccer Park                   | 10.000       | 2006      | 2011     | Colin Clarke       |
| FC Edmonton              | Clarke Stadium                        | 05.000       | 2009      | 2011     | Colin Miller       |
| Fort Lauderdale Strikers | Lockhart Stadium                      | 20.500       | 2005      | 2011     | Günter Kronsteiner |
| Indy Eleven              | Michael Carroll Stadium               | 12.100       | 2013      | 2014     | Juergen Sommer     |
| Minnesota United         | National Sports Center                | 08.500       | 2009      | 2011     | Manny Lagos        |
| New York Cosmos          | James M. Shuart Stadium               | 11.929       | 2010      | 2013     | Giovanni Savarese  |
| Ottawa Fury              | Keith Harris Stadium/TD Place Stadium | 3.044/22.500 | 2011      | 2014     | Marc Dos Santos    |
| San Antonio Scorpions    | Toyota Field                          | 08.000       | 2010      | 2012     | Alen Marcina       |
| Tampa Bay Rowdies        | Al Lang Stadium                       | 07.250       | 2008      | 2011     | Ricky Hill         |

## Spring Championship
Die Spring Championship begann am 13. April 2014 mit dem ersten Spieltag und endet am 8. Juni 2014 mit dem 9. Spieltag.

### Tabelle
| Pl. | Verein                   | Sp. | S | U | N | Tore    | Diff. | Punkte |
| --- | ------------------------ | --- | - | - | - | ------- | ----- | ------ |
| 1.  | Minnesota United         | 9   | 6 | 2 | 1 | 016:900 | +7    | 20     |
| 2.  | New York Cosmos          | 9   | 6 | 1 | 2 | 014:300 | +11   | 19     |
| 3.  | San Antonio Scorpions    | 9   | 5 | 2 | 2 | 013:900 | +4    | 17     |
| 4.  | Carolina RailHawks       | 9   | 4 | 2 | 3 | 011:150 | −4    | 14     |
| 5.  | Fort Lauderdale Strikers | 9   | 4 | 1 | 4 | 018:180 | ±0    | 13     |
| 6.  | Ottawa Fury              | 9   | 3 | 1 | 5 | 014:130 | +1    | 10     |
| 7.  | Tampa Bay Rowdies        | 9   | 2 | 4 | 3 | 011:160 | −5    | 10     |
| 8.  | Atlanta Silverbacks      | 9   | 3 | 1 | 5 | 012:200 | −8    | 10     |
| 9.  | FC Edmonton              | 9   | 2 | 2 | 5 | 011:110 | ±0    | 08     |
| 10. | Indy Eleven              | 9   | 0 | 4 | 5 | 014:200 | −6    | 04     |

### Kreuztabelle
| Spring 2014              | Atlanta Silverbacks |     | FC Edmonton | Fort Lauderdale Strikers |     |     | New York Cosmos |     |     | Tampa Bay Rowdies |
| ------------------------ | ------------------- | --- | ----------- | ------------------------ | --- | --- | --------------- | --- | --- | ----------------- |
| Atlanta Silverbacks      |                     | −   | −           | −                        | 3:3 | 1:2 | −               | 2:1 | 1:2 | −                 |
| Carolina RailHawks       | 2:0                 |     | −           | 4:1                      | −   | −   | 1:0             | −   | −   | 2:0               |
| FC Edmonton              | 1:2                 | 6:1 |             | 1:3                      | −   | −   | 0:1             | −   | −   | −                 |
| Fort Lauderdale Strikers | 4:0                 | −   | −           |                          | 3:2 | −   | 0:3             | 2:0 | −   | −                 |
| Indy Eleven              | −                   | 1:1 | 1:2         | −                        |     | −   | −               | 2:4 | 1:2 | 1:1               |
| Minnesota United         | −                   | 0:0 | 1:0         | 3:1                      | 3:2 |     | −               | −   | −   | −                 |
| New York Cosmos          | 4:0                 | −   | −           | −                        | 1:1 | 1:0 |                 | 1:0 | 0:1 | −                 |
| Ottawa Fury              | −                   | 4:0 | 1:0         | −                        | −   | 1:2 | −               |     | 2:3 | 1:1               |
| San Antonio Scorpions    | −                   | 3:0 | 0:0         | 2:2                      | −   | 0:2 | −               | −   |     | 0:1               |
| Tampa Bay Rowdies        | 1:3                 | −   | 1:1         | 3:2                      | −   | 3:3 | 0:3             | −   | −   |                   |

## Fall Championship
Die Fall Championship beginnt am 12. Juli 2014 mit dem ersten Spieltag und endet am 2. November 2014 mit dem 18. Spieltag.

### Tabelle
| Pl. | Verein                   | Sp. | S  | U | N  | Tore    | Diff. | Punkte |
| --- | ------------------------ | --- | -- | - | -- | ------- | ----- | ------ |
| 1.  | San Antonio Scorpions    | 18  | 11 | 2 | 5  | 030:150 | +15   | 35     |
| 2.  | Minnesota United         | 18  | 10 | 5 | 3  | 031:190 | +12   | 35     |
| 3.  | FC Edmonton              | 18  | 8  | 5 | 5  | 023:180 | +5    | 29     |
| 4.  | Fort Lauderdale Strikers | 18  | 7  | 6 | 5  | 020:210 | −1    | 27     |
| 5.  | Carolina RailHawks       | 18  | 7  | 3 | 8  | 027:280 | −1    | 24     |
| 6.  | New York Cosmos          | 18  | 5  | 8 | 5  | 023:240 | −1    | 23     |
| 7.  | Indy Eleven              | 18  | 6  | 5 | 7  | 021:260 | −5    | 23     |
| 8.  | Tampa Bay Rowdies        | 18  | 5  | 5 | 8  | 025:340 | −9    | 20     |
| 9.  | Ottawa Fury              | 18  | 4  | 5 | 9  | 020:250 | −5    | 17     |
| 10. | Atlanta Silverbacks      | 18  | 3  | 4 | 11 | 020:300 | −10   | 13     |

### Kreuztabelle
| Fall 2014 26. Oktober 2014 | Atlanta Silverbacks |     | FC Edmonton | Fort Lauderdale Strikers |     |     | New York Cosmos |     |     | Tampa Bay Rowdies |
| -------------------------- | ------------------- | --- | ----------- | ------------------------ | --- | --- | --------------- | --- | --- | ----------------- |
| Atlanta Silverbacks        |                     | 0:2 | 1:0         | 2:2                      | 1:2 | 1:1 | 1:2             | 0:3 | 0:1 | 1:1               |
| Carolina RailHawks         | 0:2                 |     | 2:3         | 1:1                      | 1:2 | 2:2 | 5:4             | 3:0 | 3:1 | 3:4               |
| FC Edmonton                | 2:1                 | 3:0 |             | 2:1                      | 0:1 | 2:1 | 1:1             | 0:0 | 3:1 | 1:0               |
| Fort Lauderdale Strikers   | 1:1                 | 1:0 | 1:0         |                          | 2:1 | 0:3 | 1:1             | 1:1 | 2:0 | 1:0               |
| Indy Eleven                | 2:4                 | 0:1 | 1:1         | 0:0                      |     | 2:0 | 2:2             | 1:2 | 1:0 | 1:2               |
| Minnesota United           | 1:0                 | 1:0 | 3:2         | 2:1                      | 5:1 |     | 0:0             | 2:1 | 0:1 | 1:1               |
| New York Cosmos            | 3:2                 | 0:1 | 0:0         | 2:0                      | 0:0 | 1:1 |                 | 2:1 | 1:3 | 2:2               |
| Ottawa Fury                | 2:0                 | 2:2 | 0:2         | 1:2                      | 1:2 | 2:3 | 0:1             |     | 1:1 | 0:2               |
| San Antonio Scorpions      | 2:1                 | 2:0 | 3:0         | 2:0                      | 2:0 | 0:2 | 1:0             | 1:1 |     | 7:0               |
| Tampa Bay Rowdies          | 3:2                 | 0:1 | 1:1         | 2:3                      | 2:2 | 2:3 | 3:1             | 0:2 | 0:2 |                   |

## Playoffs

### Gesamttabelle
| Pl. | Verein                   | Sp. | S  | U | N  | Tore    | Diff. | Punkte |
| --- | ------------------------ | --- | -- | - | -- | ------- | ----- | ------ |
| 1.  | Minnesota United         | 27  | 16 | 7 | 4  | 047:280 | +19   | 55     |
| 2.  | San Antonio Scorpions    | 27  | 16 | 4 | 7  | 043:240 | +19   | 52     |
| 3.  | New York Cosmos          | 27  | 11 | 9 | 7  | 037:270 | +10   | 42     |
| 4.  | Fort Lauderdale Strikers | 27  | 11 | 7 | 9  | 038:390 | −1    | 40     |
| 5.  | Carolina RailHawks       | 27  | 11 | 5 | 11 | 038:430 | −5    | 38     |
| 6.  | FC Edmonton              | 27  | 10 | 7 | 10 | 034:290 | +5    | 37     |
| 7.  | Tampa Bay Rowdies        | 27  | 7  | 9 | 11 | 036:500 | −14   | 30     |
| 8.  | Ottawa Fury              | 27  | 7  | 6 | 14 | 034:380 | −4    | 27     |
| 9.  | Indy Eleven              | 27  | 6  | 9 | 12 | 035:460 | −11   | 27     |
| 10. | Atlanta Silverbacks      | 27  | 6  | 5 | 16 | 032:500 | −18   | 23     |

### Spiele
|  | Halbfinale | Halbfinale               | Halbfinale |  |  | Finale | Finale                   | Finale |
|  |            |                          |            |  |  |        |                          |        |
|  |            |                          |            |  |  |        |                          |        |
|  | 1          | Minnesota United         | 1 (4)      |  |  |        |                          |        |
|  | 4          | Fort Lauderdale Strikers | 1 (5)      |  |  |        |                          |        |
|  |            |                          |            |  |  | 2      | San Antonio Scorpions    | 2      |
|  |            |                          |            |  |  | 4      | Fort Lauderdale Strikers | 1      |
|  | 2          | San Antonio Scorpions    | 2          |  |  |        |                          |        |
|  | 3          | New York Cosmos          | 1          |  |  |        |                          |        |
|  |            |                          |            |  |  |        |                          |        |

### Soccer Bowl 2014
| San Antonio Scorpions                                              | San Antonio Scorpions | Fort Lauderdale Strikers | Fort Lauderdale Strikers |
| ------------------------------------------------------------------ | --- | --- | ------------------------ |
| San Antonio Scorpions                                              | \| 15. November 2014 um 20:30 Uhr (EST) in San Antonio (Toyota Field) \| \| Ergebnis: 2:1 (0:0) \| \| Zuschauer: 7.847 \| \| Schiedsrichter: Ted Unkel \|                                                                                       | \| 15. November 2014 um 20:30 Uhr (EST) in San Antonio (Toyota Field) \| \| Ergebnis: 2:1 (0:0) \| \| Zuschauer: 7.847 \| \| Schiedsrichter: Ted Unkel \|                                                                                              | Fort Lauderdale Strikers |
| San Antonio Scorpions                                              | Josh Saunders – Jonathan Borrajo, Julius James, Greg Janicki, Stephen DeRoux – Wálter Restrepo (85. Éric Hassli), Josue Soto, Richard Menjivar, Rafael Castillo, Billy Forbes – César Elizondo (74. Giuseppe Gentile) Cheftrainer: Alen Marcina | Kamil Čontofalský – Martín Núñez (73. Walter Ramírez), Rafael Alves, Stefan Antonijević (77. Jenison), Iván Guerrero – James Marcelin, Pecka – Darnell King, Mark Anderson, Shawn Chin – Aly Hassan (60. Fafà Picault) Cheftrainer: Günter Kronsteiner | Fort Lauderdale Strikers |
| San Antonio Scorpions                                              | 1:0 Rafael Castillo (69.) 2:0 Billy Forbes (75.) | 2:1 Walter Ramírez (79.) | Fort Lauderdale Strikers |
| San Antonio Scorpions                                              | Giuseppe Gentile (84.), Éric Hassli (88.) | | Fort Lauderdale Strikers |
| San Antonio Scorpions                                              | Martín Núñez verschoss einen Foulelfmeter über die Latte (63.) | | Fort Lauderdale Strikers |
| 15. November 2014 um 20:30 Uhr (EST) in San Antonio (Toyota Field) | | |                          |
| Ergebnis: 2:1 (0:0)                                                | | |                          |
| Zuschauer: 7.847                                                   | | |                          |
| Schiedsrichter: Ted Unkel                                          | | |                          |